# Пристрій захисного вимкнення

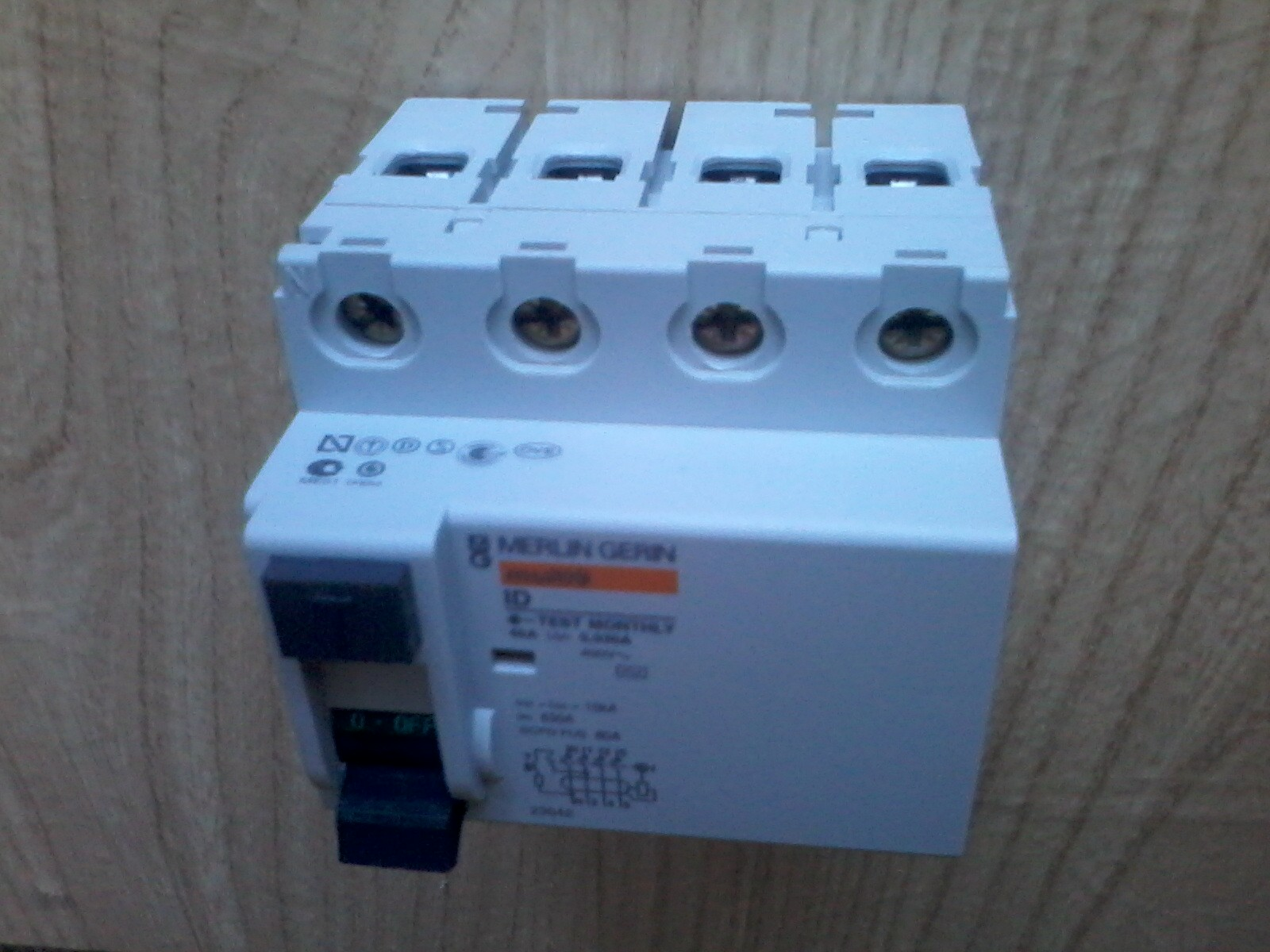
Трифазний пристрій захисного вимкнення, диференційний вимикач (Франція)

Показ принципу роботи трифазного пристрою захисного вимкнення

При́стрій захисно́го вимкнення (ПЗВ) (англ. residual current operated circuit-breaker, RCCB), чи диференційний вимикач — електромеханічний комутаційний апарат, призначений для подавання та зняття електричної напруги за відповідних умов роботи, чи для аварійного зняття напруги, коли показники контрольованого кола виходять за задані межі. Пристрій захисного вимкнення вимірює відмінність струмів, що входять у коло яке захищається та виходять з нього, і у разі перевищення цією різницею заданої величини — вимикає електричне коло, котре ним захищається.
ПЗВ забезпечують дієвий захист від непрямих дотиків, але вони також надають захист і від прямих доторкань, на що не здатний будь-який інший захисний пристрій.
Водночас, ПЗВ здійснюють захист від займання та пожеж, що можуть виникнути внаслідок пошкоджень ізоляції електропроводки. У разі порушення ізоляції, тобто прямому дотику до однієї із струмовідних частин або під час обриву захисних провідників, ПЗВ є напевно єдиним швидким засобом захисту людини від ураження електричним струмом.

## Застосування

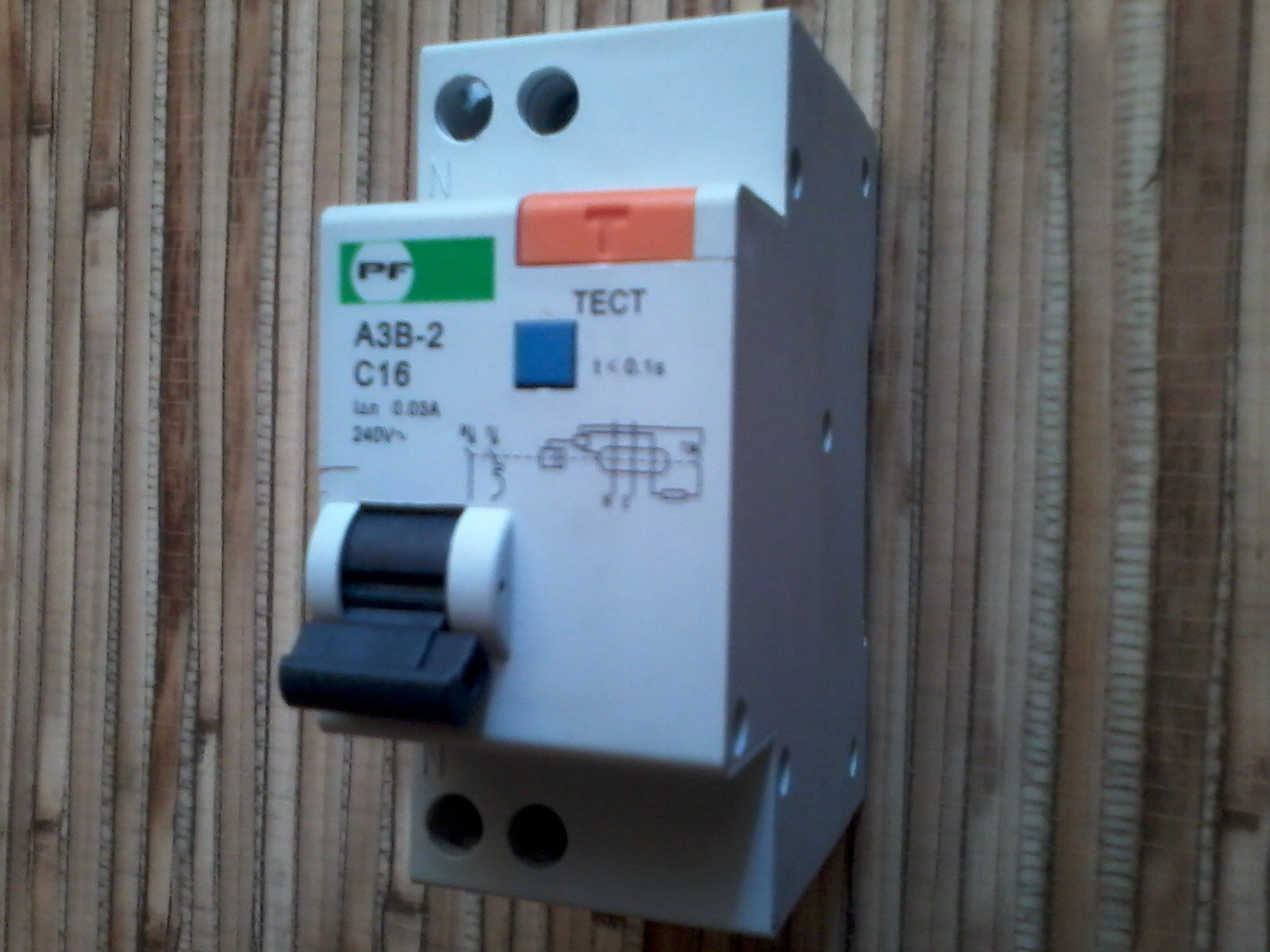
Однофазний автомат захисного вимкнення АЗВ-2, диференційний автомат (Україна)

ПЗВ виявляється корисним у разі пошкодження ізоляції електроприладів, необережному поводженні з електропроводкою або електроприладами чи побутовою технікою. Короткі замикання можуть виникати як між фазним і нульовим провідниками, так і між фазним проводом і заземленими частинами обладнання. ПЗВ контролює струм, що проходить між фазним проводом (проводами) і заземленими частинами обладнання (в обхід нульового провідника) і вимикає електроустановку, коли такий струм перевищить встановлені межі, захищаючи її таким чином від можливого займання. З миті виникнення витоку струму, автоматичне вимкнення всіх фаз аварійної ділянки електричного кола відбувається протягом 0,03-0,3 с (залежно від рівня струму витоку та типу ПЗВ).
Перший робочий пристрій на основі диференціального трансформатора і поляризованого реле, що мав чутливість 0,01 А і швидкодію 0,1 с, було створено в 1937 р. фірмою Schutzapparategesellschaft Paris & Co. У 1960–1970 рр. у всьому світі, насамперед у країнах Західної Європи, Японії і США почалося повсюдне впровадження ПЗВ в електроустановках.
На початок 2000 років, сотні мільйонів ПЗВ успішно захищають життя і майно людей від ураження електричним струмом і пожеж. Сьогодні (2000-і) ПЗВ є обов'язковою складовою будь-якої електроустановки промислового або соціально-побутового призначення. Цими пристроями в обов'язковому порядку, обладнано усі пересувні об'єкти (торгові фургони, павільйони громадського харчування), ангари, гаражі. Попри те, що у даний час на кожного мешканця розвинених країн припадає приблизно по два ПЗВ, десятки виробників розробляють нові пристрої електро-захисту найрізноманітніших модифікацій, та постійно удосконалюють їхні технічні параметри.

Витрати на встановлення ПЗВ значно менші можливих збитків — загибелі і травм людей, від ураження електричним струмом, пожеж і їх наслідків, що можуть сталися через несправності електропроводки й електрообладнання. Якщо врахувати, що вартість ПЗВ не перевищує вартості звичайного побутового електроприладу, а можливі збитки обчислюються великими сумами, то стає очевидною і не потребує додаткових доказів, потреба якнайшвидшого і найширшого застосування ПЗВ нового покоління в усіх електроустановках.

## Позначення
Варто зауважити, що термін «пристрій захисного вимкнення — ПЗВ», прийнятий в українській спеціальній літературі, найбільш точно визначає призначення цього пристрою і його відмінність від інших комутаційних електричних апаратів — автоматичних вимикачів, вимикачів навантаження, магнітних пускачів тощо.
За кордоном використовують такі позначення:
- У Німеччині, Австрії — Fehlerstrom-Schutzschalter (Fehlerstrom-Schutzeinrichtung). Скорочено: FI-Schutzschalter (F-Fehler — пошкодження, несправність, витік, I — знак струму в електротехніці, Schutzschalter — захисний вимикач, Schutzeinrichtung — захисний пристрій);
- У Франції — DD — disjoncteur differentiel (диференційний вимикач);
- У Великій Британії — e.l.c.b. (earth leakage circuit breaker — вимикач струму витоку на землю);
- В США — GFCI (Ground Fault Circuit Interrupter — розмикач струму витоку на землю);

З 1990 року діє міжнародна класифікація ПЗВ, розроблена міжнародною електротехнічною комісією (МЕК), якою прийнята загальна назва: RCD — residual current protective device або RCCB — residual current operated circuit-breaker without integral overcurrent protection. Точний переклад — захисний пристрій вимикання за різницевим (диференційним) струмом.

## Типи ПЗВ

Форми диференціального струму (остання колонка) і пристрої захисного вимкнення (ліворуч), відповідні для їх виявлення, залежно від типу (нім. Laststrom - струм навантаження, Schaltung - схема).

За призначенням ПЗВ поділяють на наступні типи: АС, А, В, S, G.
- ПЗВ типу АС — пристрій захисного вимкнення, що реагує на змінний синусоїдальний диференційний струм, який виникає раптово, або повільно зростає.
- ПЗВ типу А — пристрій захисного вимкнення, котрий реагує на змінний синусоїдальний  диференційний струм і пульсовий постійний диференційний струм, який виникає раптово,  або повільно зростає.
- ПЗВ типу В — пристрій захисного вимкнення, який реагує на змінний, постійний та випрямлений диференційні струми.
- ПЗВ типу S — пристрій захисного вимкнення, селективний (з витримкою часу вимкнення).
- ПЗВ типу G — те ж, що і типу S, але з меншою витримкою часу.

Тип AC реагує на витік змінних (синусоїдальних) струмів. Проте в електричних колах можливий витік не тільки змінного, але і постійного (пульсового) струму. ПЗВ типу А призначено саме для таких випадків. Оскільки схема вимірювання різниці струмів в ПЗВ типу A складніша, ці прилади в 1,1-1,5 разу дорожче. Подібні пристрої повинні застосовуватися у низці випадків (наприклад, в інструкції з експлуатації пральних машин, посудомийних машин і інших потужних та габаритних побутових електроприладів, можна зустріти вимогу встановити саме цей тип ПЗВ).
Принципове значення під час розгляду конструкції ПЗВ має розділення пристроїв за способом технічної реалізації, на наступні два типи:
ПЗВ, що функціонально не залежать від напруги живлення (електромеханічні). Джерелом енергії, яка потрібна для дії — виконання захисних завдань, разом з операцію вимкнення, є сам сигнал — диференційний струм, на який воно відповідає;
ПЗВ, що однозначно залежать від напруги живлення (електронні). Їх механізм для виконання операції вимкнення потребує енергію, яку отримує або від мережі, яку контролює, або від зовнішнього джерела. Застосування пристроїв, що за призначенням залежать від напруги живлення обмежено в силу їх меншої надійності, впливу зовнішніх чинників та інше. Однак головною причиною меншого розповсюдження таких пристроїв, є їх непрацездатність за несправності електроустановки, яка часто зустрічається, а саме — під час обриву нульового провідника у колі ПЗВ в напрямку джерела живлення. В цьому випадку «електронне» ПЗВ, за відсутності живлення, не працює, а на електроустановку по фазному провіднику, подається небезпечний для життя людини потенціал.
Стандарт МЕК 364-5-53 «Електроустановки будівель. Частина 5. Вибір і монтаж електрообладнання. Комутаційна апаратура і апаратура керування» визначає наступні вимоги до ПЗВ, дія яких залежать від напруги живлення:

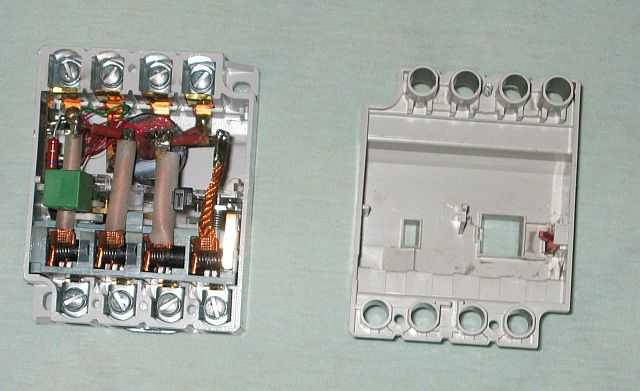
Відкритий 3-фазний ПЗВ

- 531.2.2. Вибір пристроїв (ПЗВ) з урахуванням їх функціональної залежності від напруги живлення.
- 531.2.2.1. Пристрої захисту (ПЗВ), що керуються залишковим струмом, можуть мати або не мати допоміжне джерело живлення, беручи до уваги вимоги пункту 531.2.2.2.
- 531.2.2.2. Застосування пристроїв захисту, котрі керуються залишковим струмом, з допоміжним джерелом живлення, котре не вимикає автоматично коло, яке захищає, у разі відмови допоміжного джерела, дозволяється тільки при виконанні однієї із двох умов: захист від непрямого контакту по п. 413.1 забезпечується навіть у разі відмови допоміжного джерела; пристрої монтуються в установках, які керуються, випробовуються і перевіряються навченим або висококваліфікованим персоналом.

У конструкції «електронних» ПЗВ, що виробляються в США, Японії, Південній Кореї і деяких європейських країнах, зазвичай закладено завдання вимкнення від мережі електроустановки, яка захищається, у разі зникнення напруги. Ця призначення конструктивно здійснюється за допомогою електромагнітного реле, що працює у режимі самоутримання. Силові контакти реле знаходяться в увімкненому положенні лише під час протікання струму  його обмоткою (подібно магнітному пускачу).
За зникнення напруги, на ввідних затискачах пристрою, якір реле відпадає, та силові контакти розмикаються, електроустановка втрачає живлення. Подібна будова ПЗВ забезпечує безумовний захист від ураження людини в електроустановці і у разі обриву нульового провідника.

## Види ПЗВ

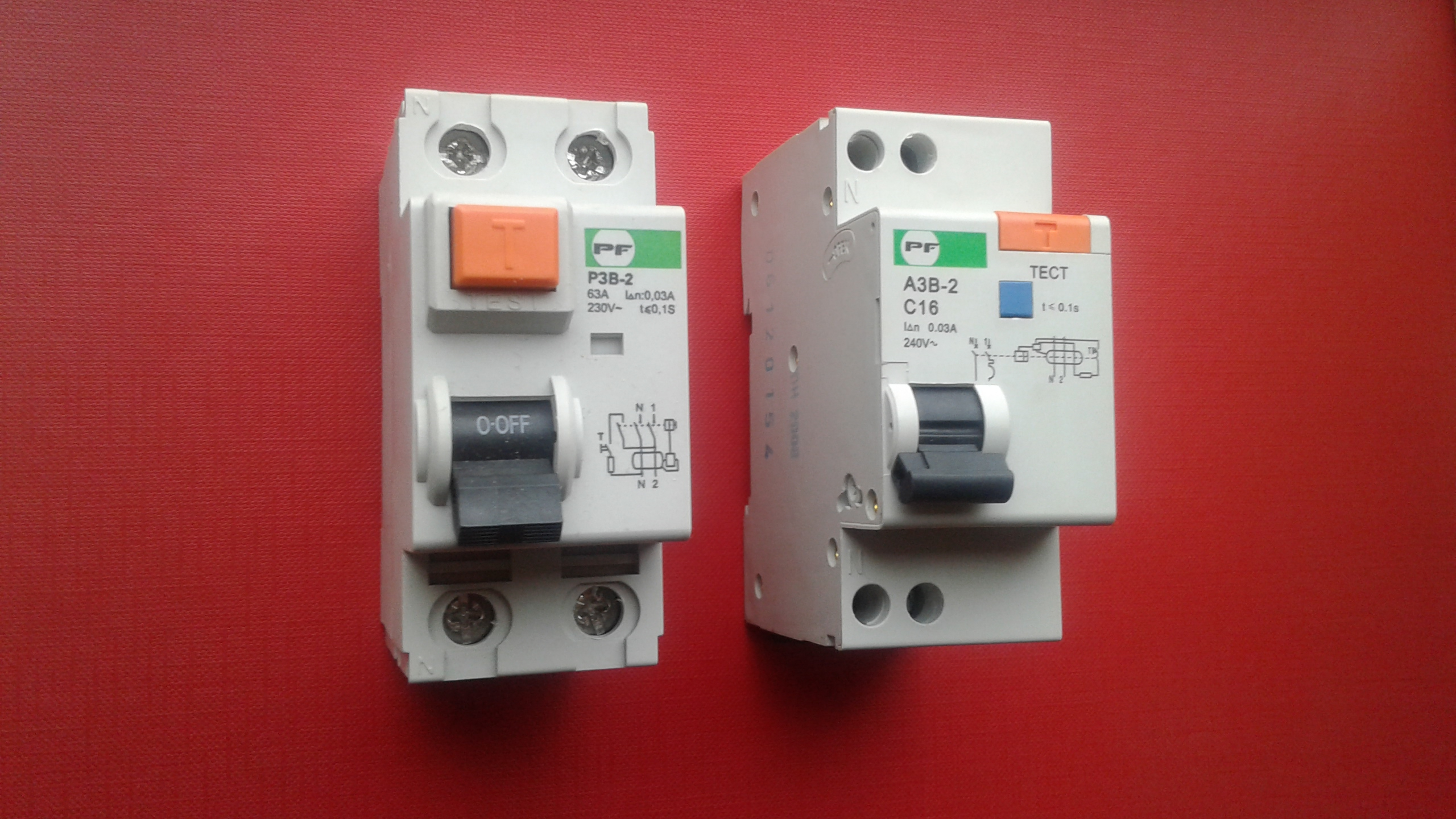
Реле захисного вимкнення ПЗВ - ліворуч, на 63 А, струм витоку 30 мА, час спрацьовування - менше 100 мс; диференційний автомат - праворуч, на 16 А, крива розчеплення "С" (кратність струму спрацювання 5-10 від номінального струму).

Окрім ПЗВ, що встановлюються на розподільному щитку, можна зустріти електророзетки з вбудованим ПЗВ. Ці пристрої бувають двох видів: перший — встановлюється замість звичайної розетки, другий — під'єднується до наявної розетки, і потім вже у нього вмикається вилка від електроприладу.
До переваг цих пристроїв, можна залічити відсутність потреби заміни електропроводки у будинках старої забудови, а до недоліків — високу вартість (розетки з вбудованим ПЗВ обійдуться приблизно утричі дорожче, за ПЗВ, що встановлюються у розподільний щит).
Третім видом пристроїв з вбудованим ПЗВ є так звана «ПЗВ-вилка».
До дієвих захисних пристроїв також належать диференційні автомати, які є поєднанням автоматичного вимикача з ПЗВ (за способом «два в одному»). Диференціальний автомат спрацьовує в обох випадках: як у разі витоку струму на землю, так і за коротких замикань та перевантаженні. Їх вигідно застосовувати у тому випадку, коли на встановлення двох окремих пристроїв у електрошафі бракує місця. Ціна на диференційний автомат перевищує ціну на ПЗВ.

## Спосіб дії ПЗВ
Робота ПЗВ ґрунтується на роботі диференційного трансформатора струму. Загальний магнітний потік в осерді пропорційний різниці струмів у провідниках, що є первинними обмотками трансформатора струму. Під дією ЕРС у колі вторинної обмотки протікає струм, пропорційний різниці первинних струмів. Цей струм і приводить до дії пусковий механізм.
У нормальному робочому режимі, різницевий магнітний потік дорівнює нулю, струм у вторинній обмотці диференційного трансформатора також дорівнює нулю. У разі дотику людини до відкритих струмовідних частин або до корпусу електроприймача, на який відбувся пробій ізоляції, по фазному провідникові, крізь ПЗВ окрім струму навантаження, протікає додатковий струм — струм витоку. Для трансформатора струму він є диференційним (різницевим). Якщо цей струм перевищує значення порогового елементу пускового пристрою, останній спрацьовує і впливає на виконавчий механізм. Для здійснення контролю справності (працездатності) ПЗВ передбачене коло тестування (кнопка «Тест»), що працює завдяки штучному створенню  диференційного струму, який і вимикає пристрій.

## Показники ПЗВ
Номінальна напруга (Un) — дійсне значення напруги, за якої забезпечується працездатність ПЗВ.
Un = 220, 380 В.
Номінальний струм навантаження (In) — значення струму, яке ПЗВ може пропускати у тривалому режимі роботи.
In = 6; 16; 25; 40; 63; 80; 100; 125 А.
Номінальний диференційний струм вимикання (IDn) — значення диференційного струму, яке викликає вимкнення ПЗВ згідно заданих умов використання.
IDn = 0,006; 0,01; 0,03; 0,1; 0,3; 0,5 А.
Номінальний диференційний струм невимикання (IDn0) — значення диференційного струму, яке не викликає вимкнення ПЗВ за заданих умов застосування.
IDn0 = 0,5 IDn.
Граничне значення надструму невимикання (Inm) — найменше значення не вимикального надструму за симетричного навантаження двох і чотириполюсних ПЗВ або несиметричному навантаженні чотириполюсних ПЗВ.
Inm = 6 In.
Надструм — будь-який струм, що перевищує номінальний струм навантаження.
Номінальна вмикальна та вимикальна здатність (комутаційна здатність) (Im) — дійсне значення струму, який ПЗВ здатний увімкнути, пропускати протягом свого часу розмикання і вимкнути за заданих умов експлуатації, без порушення власної працездатності.
Найменше значення Im = 10 In або 500 А (вибирається більше значення).
Номінальний умовний струм короткого замикання (Inc) — чинне значення струму, яке може витримати ПЗВ, що захищається пристроєм захисту від коротких замикань, за заданих умов експлуатації, без незворотних змін, що порушують його працездатність.
Inc = 3000; 4500; 6000; 10 000 А.

## Вибір ПЗВ
Пристрої захисного вимкнення призначено, переважно, для захисту людей від ураження електричним струмом під час прямого та непрямого дотику. Знати наперед, де й коли людина опиниться у зазначеній ситуації, неможливо, отже бажано охопити таким захистом усі напрямки, але насамперед, доцільно застосувати його для найбільш небезпечних приєднань.
До першої, найбільш небезпечної групи можна віднести — приміщення з підвищеною вологістю— ванні кімнати, душові, сауни, підвали, зовнішні приєднання.
Друга група — розеткова мережа, до якої можуть приєднуватись побутові прилади (праски, тостери, холодильники, переносний електроінструмент).
До третьої групи, можна віднести пристрої електроопалення, електроводонагрівання, електропечі.
У деяких випадках електроприймачі різних груп можна приєднувати до загального ПЗВ. Усі вказані групи електроприймачів відносять до першого рівня захисту. Номінальний струм витоку захисного пристрою не повинен перевищувати 30 мА, а для особливо небезпечних випадків (ванна кімната, душова тощо) рекомендуються пристрої зі струмом уставки ПЗВ рівним 10 мА.
Згідно з нормативними документами спрацювання ПЗВ може відбуватися у межах струмів витоку Іп > Ів > 0,5Іп.
Оскільки електричним установкам в нормальному режимі притаманні струми витоку, то під час підбору ПЗВ їх треба попередньо оцінити і порівняти з 50%-ю величиною струму уставки, яку ці струми не повинні перевищувати.
Для оцінки струмів витоку можна прийняти наступні величини:
- комп'ютеризоване робоче місце — 1-2 мА;
- принтер — до 1 мА;
- факс — 0,5-1 мА;
- дисплей — 0,5-1,5 мА;
- копіювальний апарат — 0,5-1,5 мА.

Якщо дані про струми витоку обладнання відсутні, можна його прийняти з розрахунку 0,3 мА на 1 А струму навантаження, а струм витоку мережі — з розрахунку 10 мкА на 1 м довжини фазного дроту.
ПЗВ вибирають також, за номінальним струмом та узгоджують з послідовно увімкненим автоматичним вимикачем за умовами: номінальний струм диференційного вимикача навантаження повинен бути більшим від найбільшого робочого струму навантаження та не повинен бути меншим від номінального струму автоматичного вимикача. Автоматичний вимикач, крім вибору за робочим струмом приєднання, вибирають також за умовами захисту (вибір типу захисної кривої В, С, D тощо), та за струмом короткого замикання. Величина допустимого струму КЗ (в амперах) автоматичного вимикача для житлово-побутових приміщень вказана на панелі приладу в прямокутнику, наприклад 6000.
Якщо у струмі витоку існує постійна складова, необхідно застосовувати ПЗВ типу А, якщо її не має — типу АС.
Комбінований автоматичний вимикач (з ПЗВ) вибирають за тими ж умовами:
- І п 0.5 І витоку нормального режиму;
- І ном. І роб. макс.;
- І кз. доп. І кз. макс.;
- а також за часострумовою характеристикою вимкнення.

Водночас, потрібно перевірити узгодження пристроїв з перерізом проводів відгалужень (допустимий струм відгалуження повинен бути більший від номінального струму захисного апарата).
Пристрої захисного вимкнення другого рівня захищають від непрямого дотику та пожежі, а також певною мірою можуть підтримувати ПЗВ першого рівня, якщо струми витоку перевищують струми спрацювання ПЗВ другого рівня. Задля забезпечення селективності апарати другого рівня повинні мати більший час спрацювання, тобто бути селективного типу.
Встановлено, що потужність, яка розсіюється в точці замикання може стати джерелом пожежі, якщо вона перевищує 60 Вт. Струм витоку у цьому випадку становить близько 300 мА. Ці умови задовольняють ПЗВ зі струмами уставок 100 мА, 300 мА. За рештою умов, вибір ПЗВ виконують подібно вибору ПЗВ першого рівня захисту.
Вибір апаратів за захисною характеристикою, виконують з урахуванням відомостей про типи характеристик та характер струму споживання, який визначають по типу споживача.

## Встановлення ПЗВ

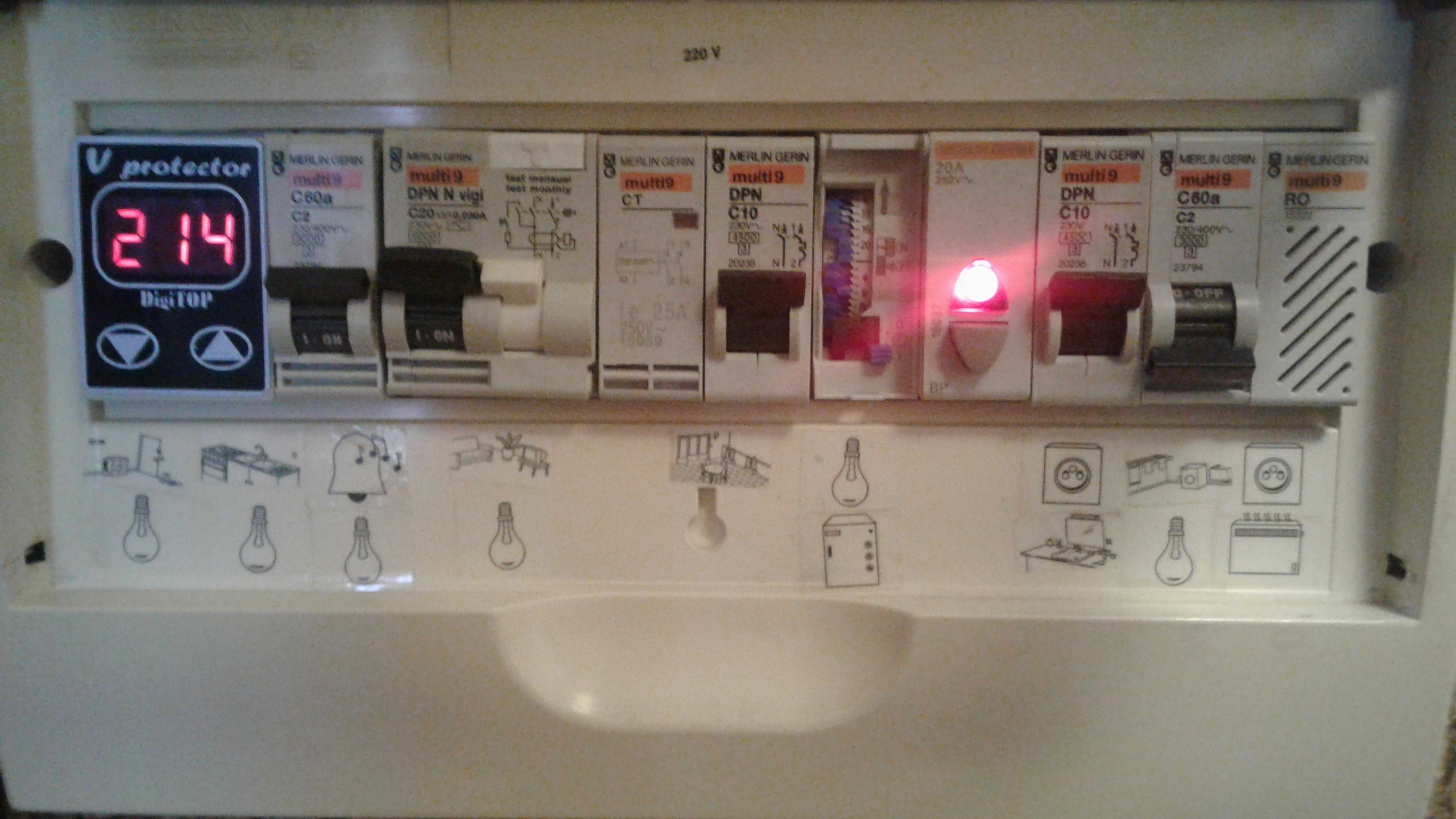
Диференційний автомат - третій зліва

Захисні пристрої типу ПЗВ встановлюються в розподільному щиті квартири (можна використовувати і вже наявні електричні шафи). Існує декілька варіантів монтажу: Одне ПЗВ на все житло (повинно бути із струмом витоку 30 мА). До переваг такого рішення, слід віднести невисоку ціну пристрою, а також те, що ПЗВ не посідатиме багато місця. До вад даної схеми відноситься те, що у цьому випадку важко визначити, на якій з наявних ліній відбувся витік (пошкодження), а також те, що під час спрацьовування пристрою, вся квартира залишається без електроенергії.
Одне ПЗВ (30 мА на розеткову лінію) + ПЗВ (10 мА) на кожну лінію (наприклад, на лінії, що живлять пральну машину, джакузі і «теплі» підлоги). Порівняно з попереднім випадком, це сучасніший і зручніший варіант, оскільки за виникнення якої-небудь проблеми з електропроводкою або електроприладами вимкнеться тільки відповідна лінія, а не вся квартира. Недоліки даної системи — вищі витрати та потреба мати набагато більше вільного місця в електрощиті. Більш ніж одне ПЗВ, здебільшого, вдається встановити лише в окремий внутрішньоквартирний щиток, спеціально спроєктований для цієї мети. У звичайному щитку на сходовому майданчику для цього, як переважно, бракує місця.
У разі використання даного варіанту поряд з автоматичним вимикачем, що захищає весь будинок, встановлюється ПЗВ. У цьому випадку краще застосувати не звичайне, а так зване селективне ПЗВ, час спрацьовування якого становить 0,3-0,5 с. Більш тривалий час спрацювання дасть можливість зреагувати на виниклий витік і вимкнутися пристроям першої лінії, що захищають окремі електроприлади або лінії будинку (квартири). Лише у разі якщо вони не спрацюють, воно вимкне всю схему електропостачання цілком.

### Основні помилки під час монтажу ПЗВ
Найпоширенішою помилкою під час монтажу ПЗВ, є приєднання до ПЗВ навантаження, у колі якого є з'єднання нульового робочого провідника з відкритими провідними частинами електроустановки або з'єднання з нульовим захисним провідником.
Також можливі наступні помилки:
- приєднання навантажень до нульового провідника до місця ПЗВ,
- приєднання навантажень до нульового робочого провідника іншого ПЗВ,
- перемичка між нульовими робочими провідниками різних ПЗВ.

Розрахунок, монтаж і наладку електросхем з використанням ПЗВ, повинні робити лише досвідчені фахівці. Тільки у цьому випадку, можна отримати запевнення того, що захист спрацює вчасно.

### Випадки, коли установка ПЗВ недоцільна
ПЗВ недоцільно встановлювати в щитках за наявності старої електропроводки у приміщенні, оскільки у цьому разі, властивість ПЗВ виявляти витік струму, може викликати низку проблем. Наприклад, коли електропроводка стара (з пересохлою або пошкодженою від часу ізоляцією), пристрій електрозахисту, може спрацьовувати непередбачуваним чином. Тож у такому разі, радять установку в місцях з підвищеною небезпекою, розеток із вбудованим ПЗВ.

## Спрацювання ПЗВ
За спрацюванням ПЗВ можна визначити вид несправності в електроустановці. Порядок дій у цьому випадку такий:
- Звести ПЗВ. Якщо ПЗВ зводиться, то це означає, що в електроустановці мав місце виток струму на землю, викликаний несталим або короткочасним порушенням цілісності ізоляції. У такому разі треба провести загальний контроль стану ізоляції. Перевірити працездатність ПЗВ натисканням кнопки «Тест».
- Якщо ПЗВ зводиться і миттєво спрацьовує, це означає, що або в електроустановці виник дефект ізоляції якого-небудь електроприймача, електропроводки, монтажних провідників електрощита, або само ПЗВ несправне. У цьому випадку необхідно провести наступні дії:

1. Вимкнути всі автоматичні вимикачі групових кіл, які захищають ПЗВ. Якщо автоматичні вимикачі однополюсні або триполюсні і не розмикають нульові робочі провідники, то з врахуванням того, що витік струму можливий і з нульового робочого провідника, для виявлення пошкодженого кола, можливо знадобиться виконати від'єднання усіх нульових робочих провідників від збірної шини.
2. Звести ПЗВ. Якщо ПЗВ зводиться, то перевірити працездатність натисканням кнопки «Тест». Миттєве вимкнення ПЗВ означає, що воно справне, але у колі, що ним захищається, є витік струму.
3. Послідовно вмикати автоматичні вимикачі (якщо ПЗВ не зводиться, то це означає, що є несправність ізоляції монтажних дротів електрощита або несправність ПЗВ).
4. Якщо ПЗВ спрацьовує у разі вмикання певного автоматичного вимикача, це означає, що в колі даного вимикача є пошкодження ізоляції.
5. Вимкнути або від'єднати усі електроприймачі у колі вимикача, під час вмикання якого, спрацював ПЗВ.
6. Звести ПЗВ.
7. Якщо ПЗВ зводиться, це означає, що несправність ізоляції в якомусь із електроприймачів.
8. Послідовно вмикати кожний електроприймач даного кола (якщо ПЗВ не зводиться за усіх вимкнених електроприймачах даного кола, це означає, що дефектна ізоляція електропроводки).
9. ПЗВ спрацьовує у разі увімкнення певного електроприймача.
10. Вимкнути несправний електроприймач.
11. Увімкнути усі електроприймачі (крім пошкодженого), звести ПЗВ, переконатися, що ПЗВ не спрацьовує. Перевірити спрацювання ПЗВ натисканням кнопки «Тест».